# Barichneumon funkikonis
Barichneumon funkikonis är en stekelart som först beskrevs av Tohru Uchida 1932.  Barichneumon funkikonis ingår i släktet Barichneumon och familjen brokparasitsteklar. Inga underarter finns listade.